# Панонско въстание
Панонското въстание (на латински: Bellum Batonianum), наричано и Велико Иллирийско въстание или бунт на Бато и Пинес е гражданска война на територията на Римската империя в току-що завоюваната Панония, протекла между 6 и 9 г.  Срещу римската администрация въстават племената на далматите с техния водач Бато, също и илирите и маркоманите с водач Марбод.
Бунтът започва по времето на нападението на римските легиони на Тиберий и Гай Сентий Сатурнин против Марбод, кралят на маркоманите в областта на боиите. През късната пролет на 6 г. избухва първо бунт в южна Паноноя против римските завоеватели, с водачите Бато и Пине. Причината са високите данъци, събирани с непозната твърдост от римските служби. Бунтът се разраства бързо в цяла Панония.
Северните панонци имат водач, който се казва също Бато  са бързо успокоени. В южна Панония въстанието трае почти четири години. 
С петнадесет легиони . 
с главнокомандващ Тиберий илирийските-далматински племена на бреуките  и техните съседи на долна Сава са победени след дълги битки. 
Този поход се смята за един от най-тежките и критичните за Римската империя, понеже около половината от всички разпологаеми в цялата империя легиони едновременно трябвало да бъдат включени.
След потушаването на Панонското въстание от Тиберий Панония става римска провинция. Чрез въстанието походът срещу Марбод е прекъснат. Германите обаче не се възползват от отслабналата сила на римляните на Рейн да нападнат.